# Теслефф, Вильгельм Александр
Вильгельм Теслев (1880—1941) — российский, затем финский военный, государственный деятель.
Образование получил в Финляндском кадетском корпусе. Офицер с 1901 г. Офицер лейб-гвардии Конно-гренадерского полка. Окончил Николаевскую академию Ген. штаба (1907 г.). В 1909 г. — штабс-ротмистр того же полка. Окончил Офицерскую кавалерийскую школу (1911), полковник.

Участник мировой войны. В сентябре 1917 г. был взят в плен под Ригой. В октябре 1917 г. вступил в формируемый в Германии финский егерский батальон. Командир этого батальона (06.11.1917-25.02.1918). В марте 1918 г. вступил в германскую Балтийскую дивизию, в составе которой участвовал в гражданской войне в Финляндии.
"В начале сентября 1918 г. Виик отправил протоколы своего расследования вместе с сопроводительным письмом и приложениями военному ми нистру Вильгельму Теслеффу, предлагая выплатить родственникам «убитых» русских компенсации за похищенное у покойных имущество. Кроме этого Виик предлагал, чтобы выборгской полиции поручили найти и вернуть родственникам украденные у убитых вещи. Виик намекнул, что это было бы не трудно, так как одна русская вдова видела в Выборге на неком солдате золотые часы своего мужа, а в выборгском ювелирном магазине было выставлено кольцо, принадлежавшее другому убитому.

Поначалу выборжанин военный министр Теслефф посчитал, что дело не относится к компетенции военного министерства и сразу 13.09.1918 г. переправил все документы в министерство внутренних дел, где они оказались на столе сенатора Ю. К. Паасикиви. До отправки документов Теслефф, тем не менее, сделал на них какие то сжатые пометки, которые освещают его позицию в вопросе компенсаций. В сопроводительном письме Виик подчеркнул, что большинство расстрелянных не были связаны с восставшими, а напротив, защищали белых и щюцкоровцев. Выглядит так, будто Теслефф хотел подвергнуть это заключение сомнению, все же не оспаривая его. Он написал: «Согласно полученному мной рапорту, часть все же была на службе красной гвардии», но он не назвал этих людей, хотя собранные Вииком документы содержали имена расстрелянных. По вопросу компенсаций Теслефф написал: «Пусть Виику сообщат, что документы были переправлены начальнику гражданской экспедиции, и что Сенат на недавнем заседании постановил одноразово выплатить вдовам и детям компенсации в денежном выражении. Компенсация выплачивается в том случае, если убитый не служил в красной гвардии. Для вы платы денег просителю нужно обратиться к вышеуказанному начальнику». Хотя, по мнению Теслеффа, вопрос компенсаций не относился к военному министерству, Теслефф сформулировал принципы, лежащие в основе выплаты компенсаций. Этим, созданным им принципам, следовали и позднее в гражданской экспедиции и министерстве внутренних дел, которые при рассмотрении поступивших от родственников заявлений на компенсации чаще всего отклоняли их."
Военный министр кабинета Паасикиви (27.05.-27.11.1918). Генерал-майор (пр. 14.06.1918). Главнокомандующий вооруженными силами Финляндии (с 13.08.1918). Поражение Германской Империи в первой мировой войне привело к падению прогермански настроенного кабинета Паасикиви, вместе с которым Теслефф вышел в отставку.